# باشلیکنت
باشلیکنت (به لاتین: Bashlykent) یک منطقهٔ مسکونی در روسیه است که در شهرستان کایاکنتسکی واقع شده‌است.